# نادي موجي ميريم
نادي موجي ميريم هو نادي كرة قدم برازيلي أٌسس عام 1932. يلعب النادي في الدوري البرازيلي الدرجة الثالثة.